# 第12回国民体育大会

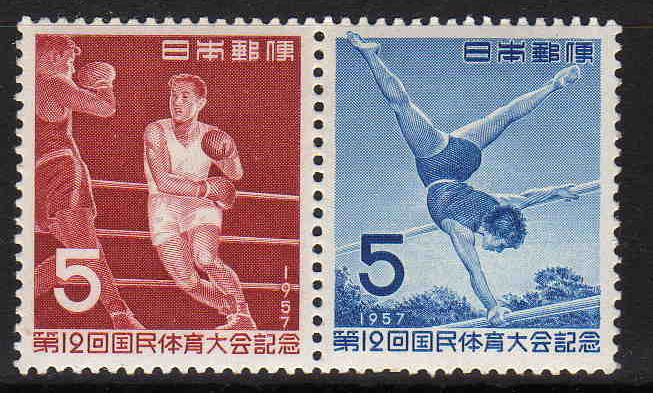
記念切手

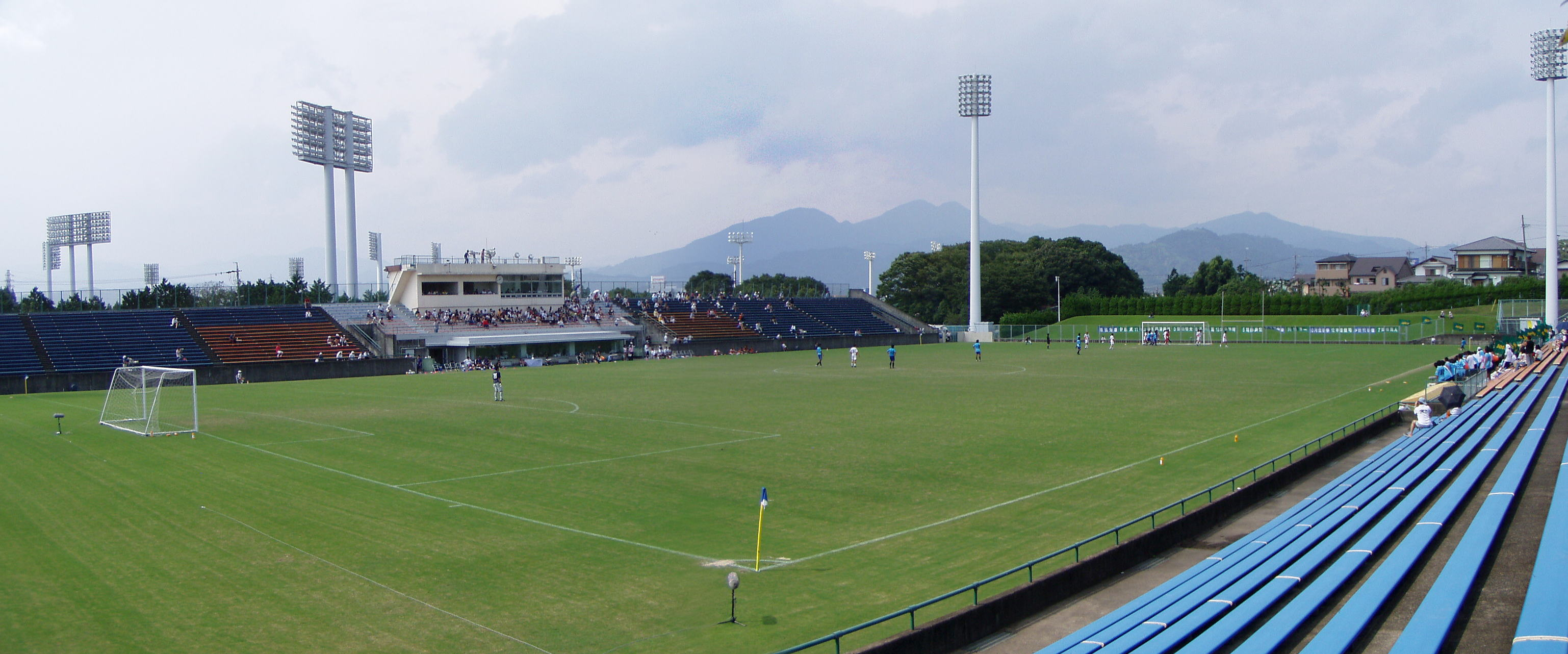
主競技場の静岡県草薙総合運動場球技場

第12回国民体育大会（だい12かいこくみんたいいくたいかい）は、1957年に主に静岡県で開催された国民体育大会である。静岡県で主に開催される国体は、46年後の2003年NEW!!わかふじ国体(静岡国体)がある。

## 概要
| 季    | 期間                      | 開催地               | 競技数 | 参加者数 |
| ----- | ------------------------- | -------------------- | ------ | -------- |
| 冬    | 1957年1月24日 - 1月27日   | 栃木県日光市         | 1      | 959      |
| 冬    | 1957年2月14日 - 2月18日   | 兵庫県日高町         | 1      | 1,302    |
| 夏    | 1957年9月22日 - 9月25日   | 静岡県浜松市、伊東市 | 3      | 1,708    |
| 秋    | 1957年10月26日 - 10月30日 | 静岡県               | 27     | 14,047   |
| 合 計 | 合 計                     | 合 計                | 32     | 18,016   |

## 冬季大会

### スケート競技会
第12回国民体育大会冬季大会スケート競技会は、1月14日～1月18日に栃木県日光市で開催された。

#### 実施競技・会場一覧
| 競技名   | 競技名         | 会場地 | 会場                                                                               |
| -------- | -------------- | ------ | ---------------------------------------------------------------------------------- |
| スケート | スピード       | 日光市 | 細尾リンク                                                                         |
| スケート | フィギュア     | 日光市 | 日光電気精銅所リンク、古河電工アイスリンク                                         |
| スケート | アイスホッケー | 日光市 | 中禅寺リンク、東照宮リンク、古河電工アイスリンク、今市リンク、日光電気精銅所リンク |

### スキー競技会
第12回国民体育大会冬季大会スキー競技会は、2月14日～2月17日に兵庫県日高町 (現豊岡市)で行われた。

## 夏季大会

### 実施競技
- 水泳
- 漕艇
- ヨット

## 秋季大会

### 実施競技
- 陸上競技
- サッカー
- スキー
- テニス
- ホッケー
- ボクシング
- バレーボール
- 体操
- バスケットボール
- スケート
- レスリング
- ウェイトリフティング
- ハンドボール
- 自転車競技
- ソフトテニス
- 卓球
- 軟式野球
- 相撲
- フェンシング
- 柔道
- ソフトボール
- バドミントン
- 弓道
- ライフル射撃
- 剣道
- ラグビー
- クレー射撃
- 高校野球

## 総合成績

### 天皇杯
- 1位: 静岡県
- 2位: 東京都
- 3位: 大阪府

### 皇后杯
- 1位: 東京都
- 2位: 大阪府
- 3位: 静岡県